# Sorex bedfordiae
Sorex bedfordiae — вид роду мідиць (Sorex) родини мідицевих.

## Поширення
Країни поширення: Китай, М'янма, Непал. У Китаї проживає між 2135 і 4270 м над рівнем моря. У Непалі вид був записаний з гірських лісів і альпійських районів (вище 4000 м над рівнем моря). 

## Звички
Живиться комахами.

## Загрози та охорона
Немає ніяких відомих серйозних загроз для цього виду. Не відомо, чи вид присутній в захищених областях.